# Dean Woods
Dean Woods OAM (Wangaratta, 22 juni 1966 – 3 maart 2022) was een Australisch wielrenner, die zowel op de weg als op de baan actief was.

## Loopbaan
Al bij de junioren behaalde Woods internationale titels en in op de Olympische Spelen van 1984 in Los Angeles won hij op de ploegenachtervolging de gouden medaille, samen met Michael Grenda, Kevin Nichols en Michael Turtur. Hij zou op de Spelen van 1988 (Seoel) nog een zilveren medaille op de individuele achtervolging en een bronzen medaille op de ploegenachtervolging winnen, en acht jaar later, op de Spelen van 1996 (Atlanta) nogmaals brons op de ploegenachtervolging. Dit was tevens zijn laatste ereplaats, want na dit seizoen beëindigde hij zijn professionele carrière.
Een jaar na zijn olympische titel, op Australia Day 1985, kreeg hij de Medaille van de Orde van Australië uitgereikt voor zijn diensten voor het Australische wielrennen.
Woods overleed op 55-jarige leeftijd aan kanker.

## Belangrijkste overwinningen
1983
 Wereldkampioen achtervolging, Junioren
1984
 Olympisch kampioen ploegenachtervolging
 Wereldkampioen achtervolging, Junioren
1986
 Achtervolging op de Gemenebestspelen
 Ploegenachtervolging op de Gemenebestspelen
1988
 Achtervolging op de Olympische Spelen
 Ploegenachtervolging op de Olympische Spelen
1991
1e etappe, deel A Ronde van Zweden
1993
2e etappe Herald Sun Tour
1994
Zesdaagse van Grenoble (met Jean-Claude Colotti)
1996
 Ploegenachtervolging op de Olympische Spelen

## Resultaten in voornaamste wedstrijden
| Jaar | Ronde van Italië | Ronde van Frankrijk | Ronde van Spanje |
| ---- | ---------------- | ------------------- | ---------------- |
| 1990 |                  |                     | 124e             |
| 1991 |                  |                     | 112e             |

| Jaar | Gent-Wevelgem | Ronde van Vlaanderen | Parijs-Roubaix |
| ---- | ------------- | -------------------- | -------------- |
| 1990 |               |                      | 68e            |
| 1991 | 128e          | 57e                  |                |

## Ploegen
- 1989 - Team Stuttgart
- 1990 - Team Stuttgart
- 1991 - Team Deutsche Telekom
- 1992 - Kelly Sport (tot 30/04)
- 1992 - Southern Sun-M Net-Supersport (vanaf 15/05)
- 1993 - Jayco-Qantas

1908: Jones, Kingsbury, Meredith, Payne ·
1920: Magnani, Carli, Ferrario, Giorgetti ·
1924: De Martini, Dinale, Menegazzi, Zucchetti ·
1928: Facciani, Gaioni, Lusiani, Tasselli ·
1932: Pedretti, Borsari, Cimatti, Ghilardi ·
1936: Nizerhy, Charpentier, Goujon, Lapébie ·
1948: Decanali, Adam, Blusson, Coste ·
1952: Morettini, Campana, de Rossi, Messina ·
1956: Gasparella, Domenicali, Faggin, Gandini ·
1960: Vigna, Arienti, Testa, Vallotto ·
1964: Streng, Claesges, Henrichs, Link ·
1968: Lyngemark, Olsen, Asmussen, Jensen ·
1972: Schumacher, Colombo, Haritz, Hempel ·
1976: Vonhof, Braun, Lutz, Schumacher ·
1980: Manakov, Movtsjan, Ossokin, Petrakov ·
1984: Grenda, Turtur, Nichols, Woods ·
1988: Jekimov, Kasputis, Neljoebin, Oemaras ·
1992: Fulst, Glöckner, Lehmann, Steinweg ·
1996: Capelle, Ermenault, Monin, Moreau ·
2000: Fulst, Bartko, Becke, Lehmann ·
2004: Brown, McGee, Lancaster, Roberts ·
2008: Clancy, Manning, Thomas, Wiggins · 
2012: Burke, Clancy, Kennaugh, Thomas · 
2016: Burke, Clancy, Doull, Wiggins · 
2020: Consonni, Ganna, Lamon, Milan · 
2024:  Bleddyn, Welsford, Leahy, O'Brien
Bölts ·
Eickelbeck ·
Görgen ·
Gröne ·
Holzmann · 
Hopmans ·
Kaiser ·
Moorman ·
Nepp ·
Rassinger ·
Stauff · 
Woods ·
Wüller
Arntz ·
H. Bölts ·
U. Bölts ·
Dörich ·
Eickelbeck ·
Görgen ·
Gröne ·
Holzmann · 
Hopmans ·
Kaiser ·
Moorman ·
Nepp ·
Nijboer ·
Peeters ·
Schleicher · 
Wijnands · 
Woods ·
Wüller
Arntz ·
H. Bölts ·
U. Bölts ·
Dörich ·
Eickelbeck ·
Freuler ·
Gänsler ·
Gröne ·
Hess ·
Holzmann · 
Hübner ·
Kaiser ·
Matwew ·
Nijboer ·
Schleicher · 
Veldscholten ·
Wijnands · 
Wolf ·
Woods ·
Wüller · 
Kemna (stagiair) · 
Koerts (stagiair)
- Nationale bibliotheek van Australië: 35367943
- Trove: 508581
- Virtual International Authority File: 92236471